# 新國家連線
新國家連線為中華民國曾經存在的政党之一，前身為立法院的一個次級黨團建立新國家陣線，由從民主進步黨退黨的立法委員陳永興、蕭裕珍、彭百顯與許添財成立，立黨理念和彭明敏接近。召集人為彭百顯。

## 概要
1997年2月24日，原民主進步黨正義連線三位立法委員彭百顯、陳永興、許添財，與已退出民主進步黨並加入建國黨的陳光復、陳文輝，宣布脫離民主進步黨立法院黨團，成立建立新國家陣線獨立運作；他們同時預告，他們只是建立新國家陣線第一階段的基本成員，預計民主進步黨還會有五至六位立法委員陸續加入。建立新國家陣線成立時人事：發言人許添財、召集人彭百顯、執行長陳永興。
「堅持建國理念、專業清流問政」為建立新國家陣線成員共同追求的目標。建立新國家陣線的立法委員過去在台灣獨立建國、環境保護、本土文化教育、社區營造等議題上的專業與付出，讓許多人印象深刻。其他成員如許添財、陳婉真、陳欽隆、蔡明華等人也都擁有相當知名度。
1998年9月18日，由於當時民進黨主席許信良的大膽西進爭議與建國黨建黨的影響，建立新國家陣線改組為政黨新國家連線，並提名十八位立法委員候選人與四名台北市議員候選人參與年底三合一選舉（即1998年中華民國直轄市市長暨市議員選舉與1998年中華民國立法委員選舉），並由彭明敏出任榮譽會長、許添財出任秘書長，定位為一個柔性政黨，不招收黨員，只以理念、政策和人才號召選民的支持。
新國家連線成立時，打出「優質政治、關鍵力量」的口號，強調：「國民黨對外一個中國、對內黑道金權包袱嚴重；民進黨雖然促進台灣民主化有功，但已日趨國民黨化，尤其提名名單良莠不齊，一些才德不足人士假藉黨內民主挾持民意」，新國家連線「因而必須結合有志，給台灣選民多一種選擇；預期在未來『多黨不過半』的立法院和市議會裡，我們將扮演關鍵少數的角色」。新國家連線並且要求選民把「各政黨籃子裡的壞蘋果」淘汰出去，使優質政治成為可能；進一步更要堅持台灣主體、捍衛台灣利益，尤其攸關台灣定位和生活品質的教育文化政策、攸關台灣安全的國防外交政策，以及攸關台灣發展的經濟、環保政策。
新國家連線具體政見如下：
- 反對大膽西進，以台灣主體、平等互惠原則，謹慎與中國發展經貿文化關係。
- 加強與東南亞國家的區域經貿合作，謀求互補共利。
- 推動國防工業民營化，以發展成長久持續的民間支援體系。
- 教育內容力求台灣化、生活化，藉本土化的人文、史地、藝術教育凝聚台灣人的國民意識。
- 國民有免費進入國立大學的權利；成立「大學經費分配委員會」，合理分配高等教育預算。
- 制定實施多語政策，建立多元族群文化的社會。
- 修改《國民教育法》，確立學生學習權，保障家長參與學校教育的充分機會。
- 推動社區主義，激發民間力量，落實地方自治。
- 全面改革稅制，建立公平、合理的經濟社會。
- 修改不利中小企業的法令，協助中小企業取得企業轉型必須的技術。
- 改善經營環境，鼓勵低污染、低耗能、高附加價值的產業。
- 開辦國民年金保險，以保障老人與失業者的經濟安全。
- 檢討全民健保制度，減少醫療浪費，公平負擔保費，提昇醫療品質。
- 協助落後國家經濟發展，以台灣名義加入聯合國。
- 制定《公民投票法》，推動公投入憲，制定三權分立、單一國會的台灣新憲法。

新國家連線企圖與同質性高的建國黨進行切割，說「不贊成建國黨的剛性做法」，還說「目前新國家連線與建國黨雖有以上的不同，但愛台灣的苦心與建國的決心彼此是一樣的，將來仍不排除所有獨派重組一個政黨的可能性」。並且，新國家連線不提出全國不分區立法委員候選人名單，理由是抗議「國民黨的不分區代表名單，充滿向黑金地方勢力妥協及利益交換的色彩；民進黨的名單也不乏形象惡劣，不敢直接接受選民考驗，只賴人頭黨員躋身安全名單之列，殊不合理」。
在1998年中華民國直轄市市長暨市議員選舉中，新國家連線提名之台北市議員候選人無人當選，立法委員候選人僅有許添財當選；而許添財不久後又加入民進黨立法院黨團運作，隨後加入民進黨；而其餘新國家連線成員，除重新加入民進黨外，也有不少人加入台灣團結聯盟。
2018年12月12日，中華民國內政部公告，新國家連線自2018年12月5日解散。

## 批評
2002年3月，前新國家連線台北市議員候選人朱孟庠批評，新國家連線「根本也不敢批判民進黨」，而且與民進黨關係曖昧，毫無自己的品牌可言。

## 參照
- 民主進步黨
- 中華民國政黨列表